# Paulus de Wilt

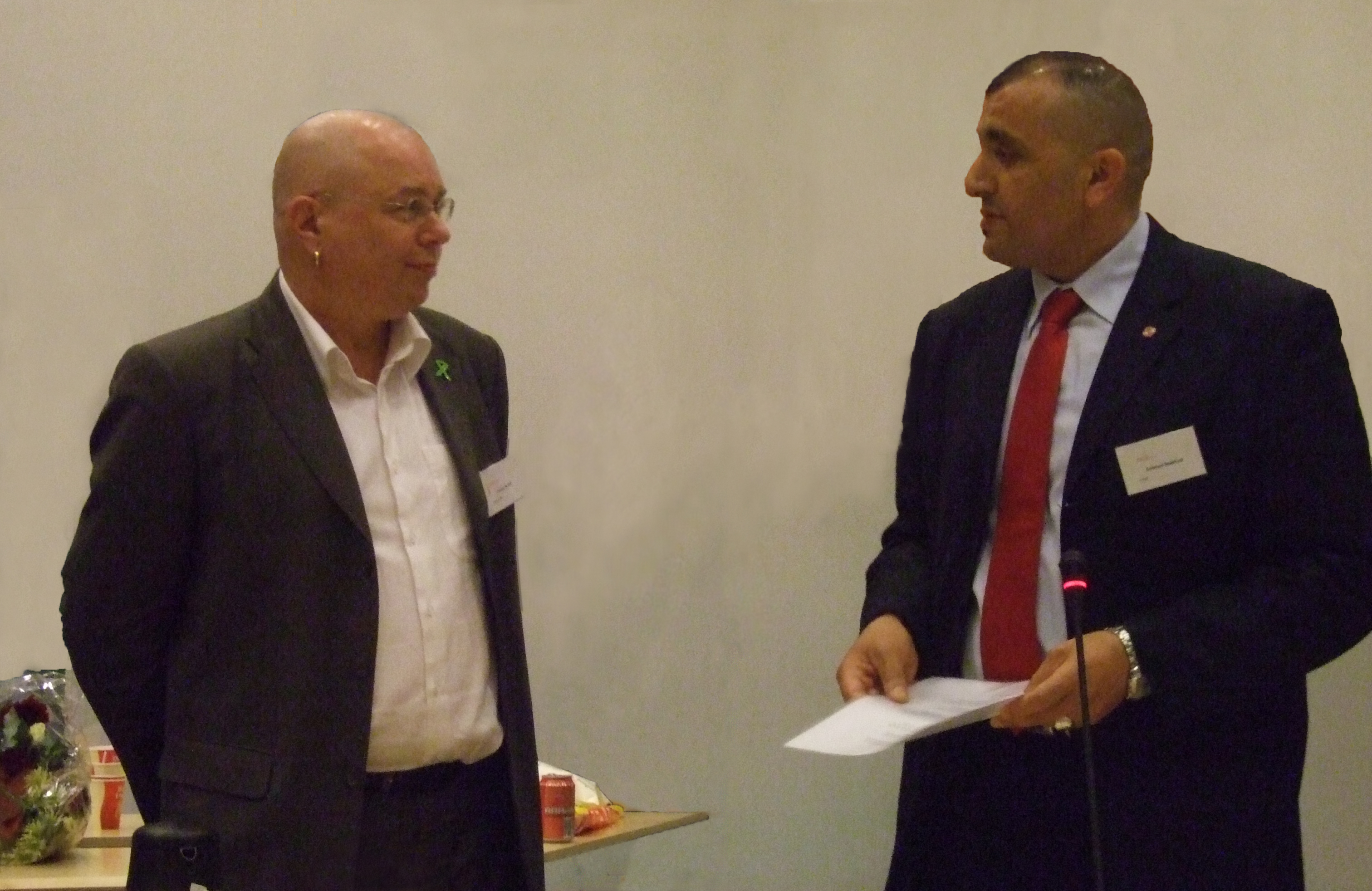
Tijdens zijn installatie tot portefeuillehouder. Afgelegd voor Achmed Baâdoud, 2010

Paulus de Wilt (27 november 1955, Amsterdam) is een GroenLinks-politicus. Hij is sinds 2010 portefeuillehouder voor GroenLinks in het stadsdeel Amsterdam Nieuw-West.

## Voor de politiek
Na het afronden van het atheneum in Nijmegen, studeerde De Wilt biologie aan de Universiteit van Amsterdam. Tijdens zijn studie was hij actief in de faculteitsraad. Hij maakte de studie niet af. In 1978 werd hij assistent van de Amsterdamse fractie van Pacifistisch-Socialistische Partij. Hij werkte ook als drukker en binder, en deed zijn vervangende dienstplicht als beheerder van het PSP-partijbureau. Hij was ook lid van het partijbestuur van de PSP. Tussen 1982 en 1983 was hij duo-gemeenteraadslid in Amsterdam, samen met Bob van Schijndel. In 1983 startte De Wilt zijn eigen grafische bureau Ruparo. Hij was directeur-eigenaar tot 2002. Midden jaren 80 was De Wilt secretaris van de Linkse Doorbraak die samenwerking tussen de PSP en de kleine linkse partijen Communistische Partij Nederland en Politieke Partij Radikalen probeerde te bewerkstelligen. Dat lukt in 1989 met de vorming van GroenLinks. In 1989 was hij medeoprichter van GroenLinks. Volgens de ledenadministratie was hij het eerste lid. In 1998 werd hij voorzitter van de afdeling Amsterdam van GroenLinks. In 2002 werd hij directeur van het Amsterdamse partijbureau.

## In de politiek
In 2007 werd De Wilt portefeuillehouder voor GroenLinks in het stadsdeel Amsterdam-Slotervaart. In 2010 ging Slotervaart op in Amsterdam Nieuw-West en werd De Wilt daar portefeuillehouder en verantwoordelijk voor milieu, parken, wonen, stedelijke vernieuwing, cultuur en dierenwelzijn. De Wilt was een van de voormannen van Kritisch GroenLinks een groep drie zich verzette tegen de vrijzinnige koers van Femke Halsema. Het afknippen van zijn paardenstaart was in 2009 een onderwerp van een uitgebreide column van GroenLinks-columnist Jos van der Lans, hij stelde: "Paulus de Wilt zijn staartje was de laatste navelstreng met het pre-GroenLinkse tijdperk. (...) Het wegknippen van zijn paardenstaart is daarom niet een achteloos modieuse handeling, maar een groots politiek gebaar, zoals alleen grote leiders kunnen opbrengen. (...) Een bewust afscheid van een bloedgroep." In 2012 is De Wilt kandidaat-Kamerlid voor GroenLinks. Hij staat nummer 11 op de kandidatenlijst.

## Voetnoten
1. ↑  Paardenstaart; in GroenLinks Magazine; Oktober 2009